# Sonate voor piano (Bridge)
Frank Bridge voltooide zijn enige Sonate voor piano in mei 1924.

## Geschiedenis
Bridge was gedurende zijn muzikale leven begenadigd componist van kamermuziek. Hij schreef echter maar één sonate voor piano. Hij nam er ook flink de tijd voor. Hij zetten de eerste noten tijdens Pasen 1921 op papier. Bridge had daarvoor kamermuziek geschreven die makkelijk in het gehoor lag, haast als salonmuziek klinkend. De Eerste Wereldoorlog liet diepe sporen na bij pacifist Bridge, die binnen zijn kennissenkring een aantal slachtoffers zag. De pianist Douglas Fox verloor zijn rechteronderarm in de strijd, collegacomponist Ernest Farrar liet ook het leven en binnen de kennissenkring verloor hij ene Catherine. Fox kreeg van Bridge oefeningen voor de linkerhand met Drie improvisaties voor de linkerhand, Catherine werd herdacht in Klaaglied voor Catherine en Farrar werd herdacht in deze Sonate voor piano.
Een andere vriend van Bridge, pianist Harold Samuel, zou de eerste uitvoering voor zijn rekening nemen, maar vond de partituur verbijsterend. Het week sterk af van Bridges eerdere werken, die hij wel als eerste uitvoerde. In plaats van Samuel, speelde Myra Hess het werk als eerste en wel op 15 oktober 1925 in de Wigmore Hall. Hess zou pas veel later definitief doorbreken met haar verduisterde concerten tijdens de Tweede Wereldoorlog en geheel ander repertoire. Samuel bleek min of meer gelijk te hebben. De recensies na de eerste uitvoeringen waren vernietigend: streng klinkend schreef de een, de ander omschreef het als een teleurstelling. Bridge had zijn componeerstijl meer aangepast aan de stijlen die in Europa klonken. Toch zagen voornamelijk musici het anders, Alan Bush en Sorabji zagen duidelijke kwaliteiten.

## Muziek
In tegenspraak tegen de toen geconstateerde modernismen is een Sonate voor piano toch een klassiek geheel. Er zijn wel dissonanten te vinden in het werk, maar lang niet zo frequent en heftig als in Europese composities van die tijd. Voorts is deel 1 van de sonate geschreven in de klassieke sonatevorm met een langzame introductie, ook een teruggrijpen op het verleden. Wat opvalt is de wisseling van tonale gedeelten met bitonale (twee toonsoorten). Een ander verstorend beeld ten opzichte van de salonmuziek zijn de vele wisselingen in tempo en maatsoorten. Dit gaf het deel en het werk een steeds wisselend stemmingsbeeld mee. Dan weer gelaten en vervolgens weer fel en protesterend. Deel 2 is het rustige gedeelte met een klagende melodie in boogvorm. Deel 3 geeft de terugkeer van de wisselende stemmingen van deel een. De aanslagen naar het eind lijken op het wiegend spelen van kerkklokken; het werk sluit zonder enige vorm van hoop af.

### Delen
1. Lento ma non troppo – Andante ben moderato – allegro energico
2. Andante ben moderato
3. Lento – Allegro ma non troppo

## Discografie
- Uitgave Naxos: Ashley Wass in 2005
- Uitgave British Music Society: Malcolm Binns
- Uitgave SOMM: Mark Bebbington
- Uitgave Continuum: Peter Jacobs